# La Presita, Zacatecas
La Presita är en ort i Mexiko.   Den ligger i kommunen Mazapil och delstaten Zacatecas, i den centrala delen av landet, 600 km norr om huvudstaden Mexico City. La Presita ligger 1 953 meter över havet och antalet invånare är 140.
Terrängen runt La Presita är platt åt sydväst, men åt nordost är den kuperad.  Trakten runt La Presita är nära nog obefolkad, med mindre än två invånare per kvadratkilometer. Det finns inga andra samhällen i närheten. Omgivningarna runt La Presita är i huvudsak ett öppet busklandskap.